# Metrobus
Als Metrobus – analog zu Metrotram – bezeichnen einige Verkehrsunternehmen/Verkehrsverbünde in Deutschland seit 2001 besondere Stadtbuslinien mit einem dichteren Taktfahrplan. Der Begriff leitet sich von Metropole oder französisch Métropolitain ab.

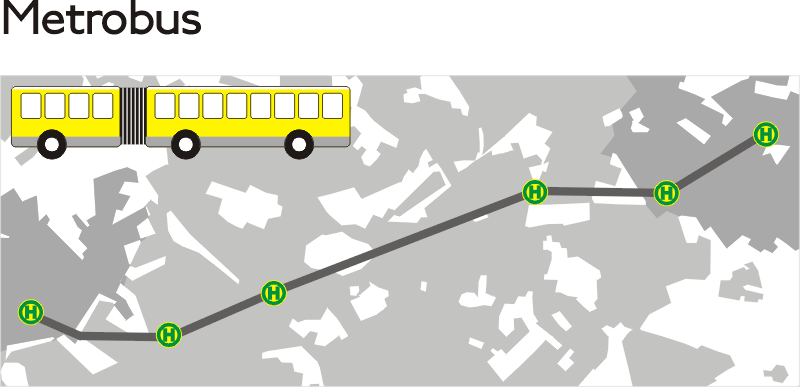
Funktionsprinzip Metrobus: begradigte Linienführung auf Hauptrelationen

## Allgemeines
Metrobuslinien sollen in Großstädten eine ähnliche Versorgungs- und Erschließungsqualität wie Bahnlinien bieten. Sie verkehren daher in dichter Taktfolge auf Hauptrelationen. Ziel ist es, häufige, direktere und zuverlässigere Verbindungen als klassische Stadtbusse anzubieten. Im Vergleich zu normalen Stadtbuslinien ist die Betriebszeit oft länger. Um den auf diesen Hauptverbindungen meist stärkeren Fahrgastnachfragen gerecht zu werden, werden oft größere Fahrzeuge wie Gelenk- oder Doppeldeckerbusse eingesetzt. Durch die übersichtlichen Linienwege, kurzen Takt- und langen Betriebszeiten sind Metrobuslinien einfacher nutzbar (auch ohne Fahrplankenntnis) als andere Stadtbuslinien.
Die Metrobuslinien, deren Linienbezeichnung in vielen Städten mit einem "M" beginnt, entstanden aus der Abkehr von der bisher rein verkehrsmittelbezogenen Betrachtung des Nahverkehrs. Die Qualität des Verkehrsangebotes soll erhöht werden. Dementsprechend sind die Metrobusse dem Schnellverkehrsnetz gleichgeordnet und bedienen von diesem nicht erfasste Relationen mit einer möglichst vergleichbaren Bedienungsqualität.
Bei der Einführung eines Metrobusnetzes wird oft das vorhandene Busliniennetz gestrafft und in Teilen neu konzipiert. Der Philosophie eines eigenständigen, dem Schnellverkehr vergleichbaren Angebotes entsprechend werden die Metrobuslinien den Fahrgästen durch eigene Informationssysteme und Liniennetzpläne nahegebracht. Als Markenzeichen wird in den bisherigen Systemen eine Schreibweise mit großem B („MetroBus“) verwendet.
Die Metro AG versuchte anfangs, den Verkehrsunternehmen das Benutzen von Bezeichnungen wie Metrobus zu untersagen, konnte sich damit jedoch gerichtlich nicht durchsetzen.

## Metrobus-Netze

### Berlin

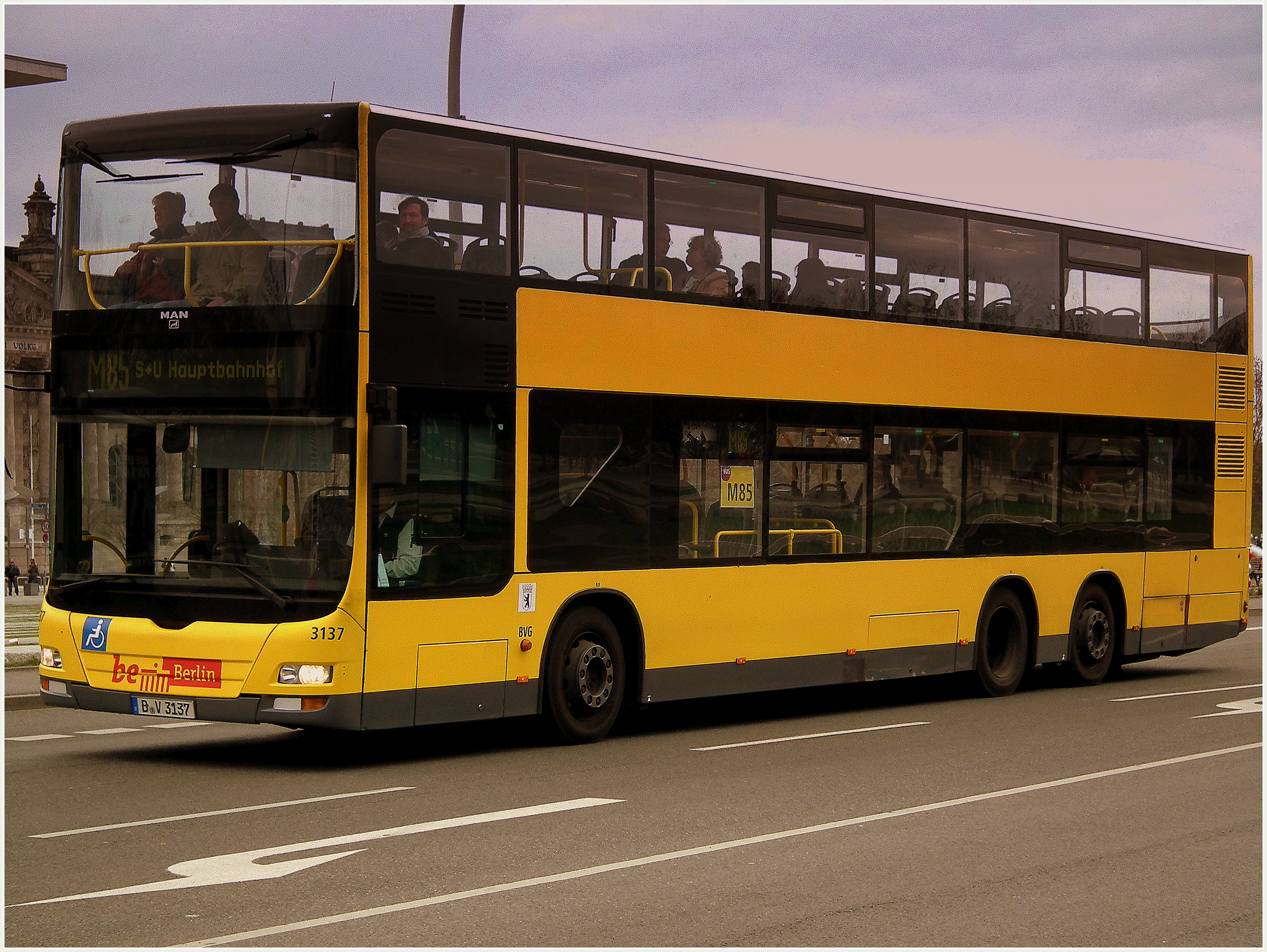
Doppeldeckerbus auf Linie M85

In Berlin ging die Verkehrsgesellschaft noch einen Schritt weiter und übertrug das Metrobus-Konzept auch auf die Straßenbahn. Es gibt also Metrobus- und Metrotram-Linien, die der Betreiber BVG gemeinsam als „Metronetz“ oder „Metrolinien“ bezeichnet.
Einige Strecken des Berliner Nahverkehrsnetzes erfuhren am 12. Dezember 2004 eine Umgestaltung: Parallel zu den U-Bahn-Strecken verlaufende Linien wurden dahingehend geändert, dass sie zusammengelegt und die Streckenführung leicht verändert wurde. In der Innenstadt verkehren viele Metrolinien im 5- bis 10-Minuten-Takt, die Betriebszeit wurde 2006 bis zum durchgehenden Tag- und Nachtbetrieb hin verlängert.
Das Stadtbusnetz gliedert sich in Metrobuslinien (Buchstabe „M“ und zweistellige Nummer), Expressbuslinien (Buchstabe „X“) und normale Buslinien (dreistellige Nummer). Darüber hinaus existieren auch noch Nachtbuslinien. Die Linien N1–N9 (außer N4, die es nicht gibt) ersetzen in allen Nächten – außer den Nächten Fr./Sa., Sa./So. und auf Feiertage – den U-Bahn-Verkehr (Buchstabe „N“ und Nummer der U-Bahn-Linie). Die übrigen Nachtbuslinien, teilweise mit Taxi-Einsatz und Haustürservice, werden generell in allen Nächten gefahren. Teilweise sind sie mit Metrolinien gekoppelt.

### Hamburg
Der Hamburger Verkehrsverbund (HVV) führte in Hamburg als erste Stadt Deutschlands im Sommer 2001 ein Netz qualifizierter Buslinien als Metrobusnetz ein. Es befördert rund 60 Prozent aller Busfahrgäste und bietet (auf den Hauptstrecken) bis 23 Uhr einen Mindesttakt von 20 Minuten. Die übrigen Stadt- und Regionalbuslinien dienen weitgehend Ergänzungs-, Feinverteilungs- und Heranführungsfunktionen an Schnellbahn- oder Metrobusstrecken. Die Metrobuslinien 1–19 führen als Radiallinien zur Innenstadt oder zu Stadtteilzentren, die Linien 20–29 stellen Querverbindungen her.
Bereits ab Mitte der 1950er Jahre gab es mit den Schnellbussen ein besonderes, höher klassifiziertes Busliniennetz in Hamburg, dessen Benutzung zuschlagpflichtig war. Im Laufe der Jahrzehnte wurden viele dieser Linien eingestellt und auf Teilstrecken durch Stadtbuslinien ersetzt. Die letzten Schnellbuslinien wurden 2021 durch andere, nicht zuschlagpflichtige Linien ersetzt.

### München

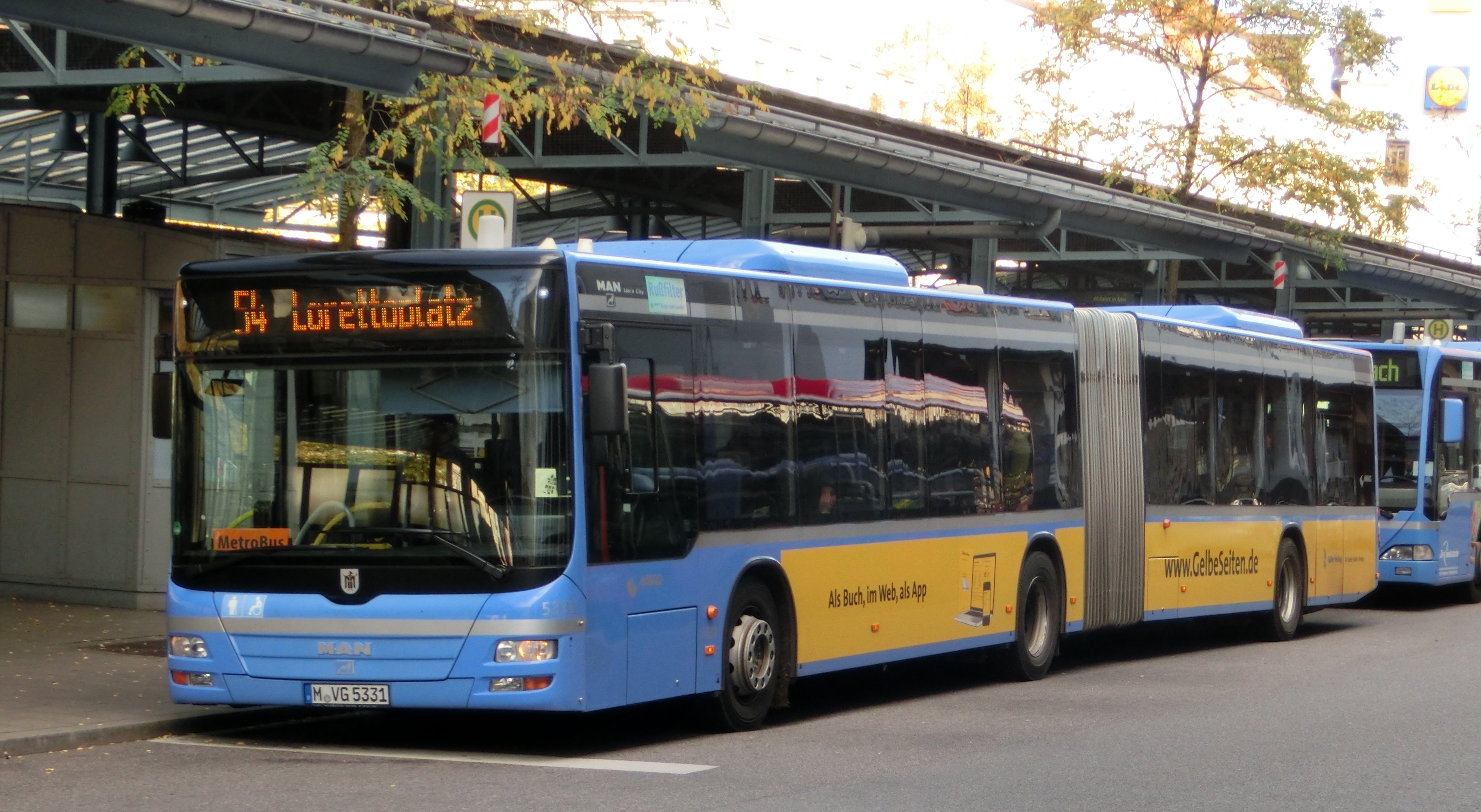
Gelenkbus auf MetroBus-Linie 54

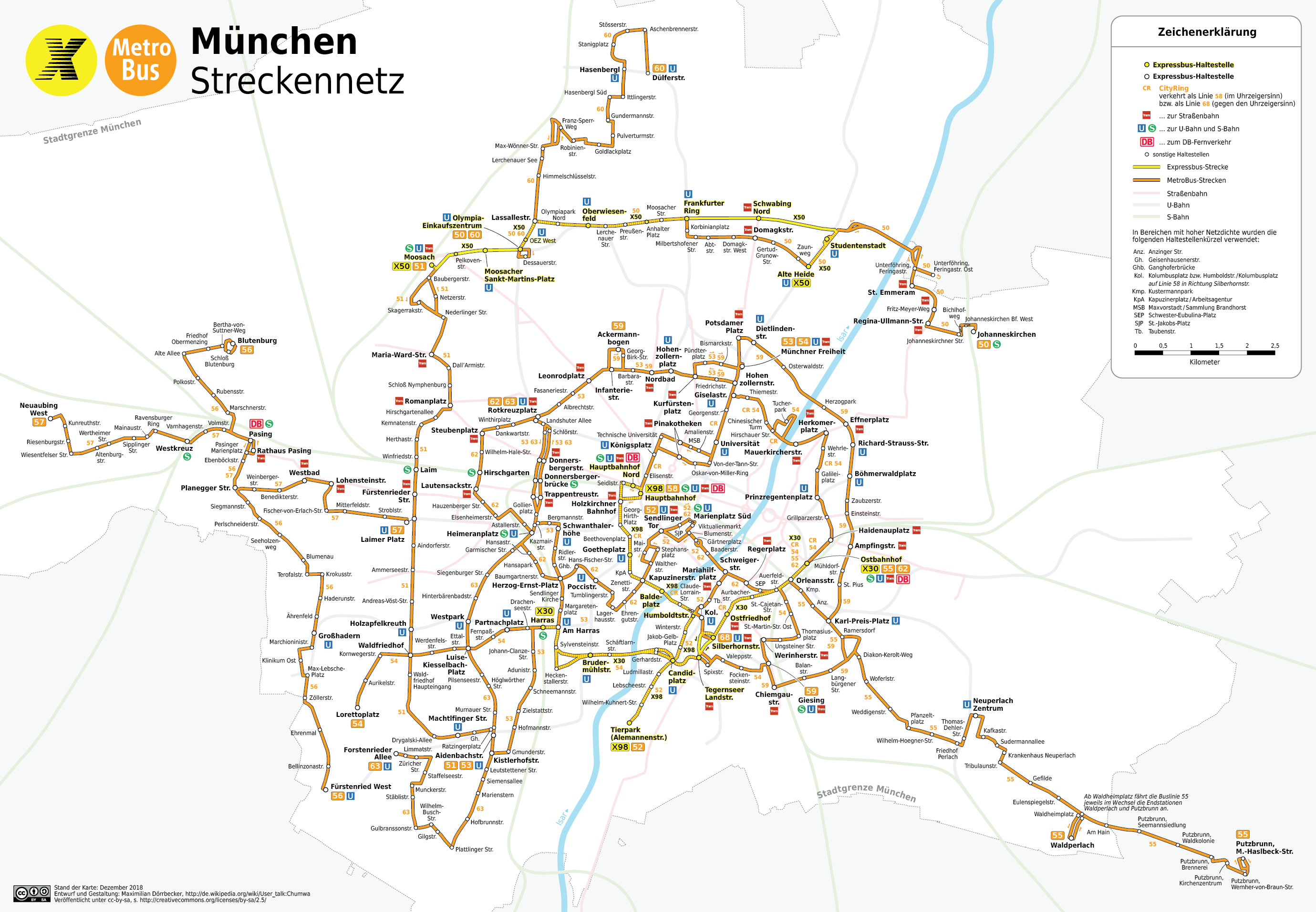
Die Münchner MetroBus-Linien bedienen in erster Linie Tangentialverbindungen und nicht vom Schienenverkehrsnetz erschlossene Radialen

Seit dem 12. Dezember 2004 verfügt München über ein Metrobus-Netz. Auf den Linien 50 bis 63 und 68 verkehren überwiegend Gelenkbusse tagsüber mindestens alle 10 und abends mindestens alle 20 Minuten. Sie verbinden auf direktem Weg wichtige Ziele in den Stadtteilen untereinander und diese mit U-Bahn, S-Bahn und Straßenbahn. Dementsprechend haben diese Linien im Verkehrsnetz etwa denselben Stellenwert wie die Straßenbahnlinien, was auch durch die ähnliche Farbe (Orange für Metrobus, Rot für Tram) in den Liniennetzplänen ausgedrückt wird. Bei einigen Linien ist auch eine Umwandlung in eine Straßenbahnlinie erfolgt oder beabsichtigt. So verkehrte vor der Verlängerung der Tram-Linie 17 nach St. Emmeram am 11. Dezember 2011 die Linie 59 dorthin und sollen auf der Strecke der Linie 55 wieder Straßenbahnen verkehren.

### Frankfurt am Main
Seit dem 13. Dezember 2020 werden in Frankfurt am Main auch Metrobusse eingesetzt. Mit dem Netz erhielten acht bereits bestehende Buslinien das Label „Metrobus-Linie“. Das heißt, sie fahren tagsüber mindestens alle zehn Minuten, an Sonn- und Feiertagen viertelstündlich und nachts jede halbe Stunde.
Das Metrobus-Netz umfasst folgende Linien:
M32   Westbahnhof – Bockenheimer Warte – Miquel-/Adickesallee – Höhenstraße – Ostbahnhof
M34   Gallus Mönchhofstraße – Rödelheim Bahnhof – Industriehof – Dornbusch – Bornheim Mitte
M36   Westbahnhof – Bockenheimer Warte – Westend – Konstablerwache – Sachsenhausen, Hainer Weg
M43   Bergen Ost – Seckbach – Bornheim Mitte
M46   Hauptbahnhof – Europaviertel – Römerhof
M55   Sindlingen Friedhof – Zeilsheim – Höchst Bahnhof – Mainberg – Zuckschwerdtstraße – Rödelheim Bahnhof
M60   Rödelheim Bahnhof – Heerstraße – Nordwestzentrum – Heddernheim (– Alt-Eschersheim, Im Uhrig)
M72/M73  Nordwestzentrum – Industriehof – Rödelheim / – Westbahnhof
In Zukunft soll es noch weitere Metrobus-Linien geben.

### Düsseldorf
Seit dem 29. August 2018 betreibt die Rheinbahn innerhalb des Düsseldorfer Stadtgebietes drei Metrobus-Linien (M1-M3). Die Metrobusse verkehren montags bis samstags bis 21 Uhr in einem 20-Minuten-Takt und halten nur an wichtigen Haltestellen meist mit Umsteigemöglichkeiten von und zu S-, Stadt- oder Straßenbahnen. Auf den Linien werden viertürige Solaris-Gelenkbusse der vierten Generation mit einem besonderen Design zur besseren Erkennung eingesetzt. Zur Innenausstattung gehören ein Fahrkartenautomat, der in den anderen Bussen der Rheinbahn noch nicht vorhanden ist, Internet-Zugriff per WLAN und USB-Anschlüsse an jedem Sitzplatz um mobile Geräte aufladen zu können.
Düsseldorf unterscheidet sich von anderen Städten darin, dass der Haltestellenabstand auf den Metrobus-Linien deutlich größer ist. Dies ist dadurch motiviert, dass die Metrobus-Linien explizit dem innerstädtischen Schienennetz gleichgeordnet sind. So ergänzen die Metrobus-Linien die Stammstrecken der Stadtbahn Düsseldorf um eine Ringverbindung, wobei ein mit der Stadtbahn vergleichbares gehobenes Takt- und Ausstattungsniveau angestrebt wird. Vergleichbare Angebote heißen in Berlin, München und Hamburg Expressbus, in Hamburg auch noch Schnellbus statt Metrobus.

### Braunschweig
Braunschweig führte im Oktober 2008 ein gemischtes Metroliniennetz mit fünf MetroTram- und fünf MetroBus-Linien ein. Werktags tagsüber wurde im 10- bzw. 15-Minuten-Takt gefahren, abends und sonntags im 30-Minuten-Takt. Ab September 2012 gab es nur noch drei MetroTram-Linien (M1, M3 und M5) und zwei MetroBus-Linien (Ringbuslinien M19 und M29), deren Hauptmerkmal der 10-Minuten-Takt montags bis freitags von 6 bis 18 Uhr war. Mittlerweile sind alle Metrolinien wieder in reguläre Linien umgewandelt worden.

### Osnabrück
Seit dem 31. März 2019 gibt es in Osnabrück Metrobusse. Zurzeit verfügt die Stadt Osnabrück über 13 extra für die Metrobus-Linien angeschaffte Elektrobusse vom Typ Citea SLFA 181 Electric des niederländischen Herstellers VDL. 49 weitere Fahrzeuge sind bereits bestellt. Die Metrobuslinien werden auch teilweise von älteren Bussen bedient.
Seit dem 5. Februar 2020 gibt es in Osnabrück fünf Metrobus-Linien:
M1  Haste – Eberleplatz – Hastetor/Bf. Altstadt – Neumarkt – Rosenplatz – Hauptzollamt – Voxtrup Spitze – Düstrup
M2  Landwehrviertel – Quebecallee – Eversburger Platz – Campus Westerberg – Nikolaizentrum – Kamp-Promenade – Neumarkt – Hauptbahnhof
M3  Schinkel-Ost – Rosenburg – Humboldtstr./Hbf – Berliner Pl. – Neumarkt – Rosenplatz – (Gewerbegebiet Sutthausen –) Bf. Sutthausen – Holzhausen, Kloster Ohrbeck – Hagen a.T.W. Zentrum – Hagen Süd
M4  (IKEA –) Hellern Nord – Hellern, Große Schulstr. – Sandgrube – Universität/OsnabrückHalle – Neumarkt – Berliner Pl. – Bremer Brücke (Fußballstadion) – Schützenstr. – Widukindland – Belm, Schlossstr.
M5  Dodesheide – Haster Weg – Hastetor/Bf. Altstadt – Nikolaizentrum – Kamp-Promenade – Neumarkt – Rosenplatz – Kinderhospital/Jugendherberge – Nahne – Kreishaus/Zoo
Hinweise:
Vor dem 5. Februar 2020 war ausschließlich die Linie M1 in Betrieb.
Die Linie M3 verkehrt alle 20 Minuten ab/nach Hagen a.T.W. Süd. Zwischen Sutthausen und Schinkel-Ost besteht ein 10-Minuten-Takt, teilweise auch zwischen Holzhausen und Schinkel-Ost.
Die Linie M4 verkehrt alle 20 Minuten zum/vom Gewerbegebiet Hellern Nord. Ein 10-Minuten-Takt besteht zwischen Hellern, Große Schulstraße und Belm, Schlosstraße. Die Fahrten, die bis IKEA führen, gehen weiter als Linie 491 nach Hasbergen über Gaste.
Die Linie M5 verkehrt alle 20 Minuten zwischen Kreishaus/Zoo und Dodesheide, der 10-Minuten-Takt besteht zwischen Neumarkt und Dodesheide.

## Metrobusse im Ausland
Im Ausland gibt es Verkehrsunternehmen mit dem Namen Metrobus, die meist normale Buslinien betreiben. Die Metrobus Ltd. in Crawley, Süd-England, die zur Go-Ahead-Gruppe gehört, betreibt außer Buslinien im Raum südlich London unter dem Namen fastway auch drei Buslinien in Crawley und am Flughafen Gatwick, auf denen z. T. auch Spurbusse eingesetzt werden.
In vielen Ländern auf allen Kontinenten gibt es qualifizierte Buslinien, oft bereits seit vielen Jahrzehnten. In Amerika und Asien werden sie oft als Busway (auch BRT (Bus Rapid Transit)) bezeichnet. Beispiele aus den Vereinigten Staaten sind die Orange Line in Los Angeles und die Silver Line in Boston. Oft haben derartige Buslinien eigene Fahrspuren und Vorrangschaltungen an Ampeln. Manche Systeme, wie in Boston oder früher auch in Seattle, werden bzw. wurden mit Duo-Bussen betrieben. Sie verkehren in der Innenstadt elektrisch als Oberleitungsbus im Tunnel, sonst wie normale Dieselbusse.

### Metrobüs Istanbul

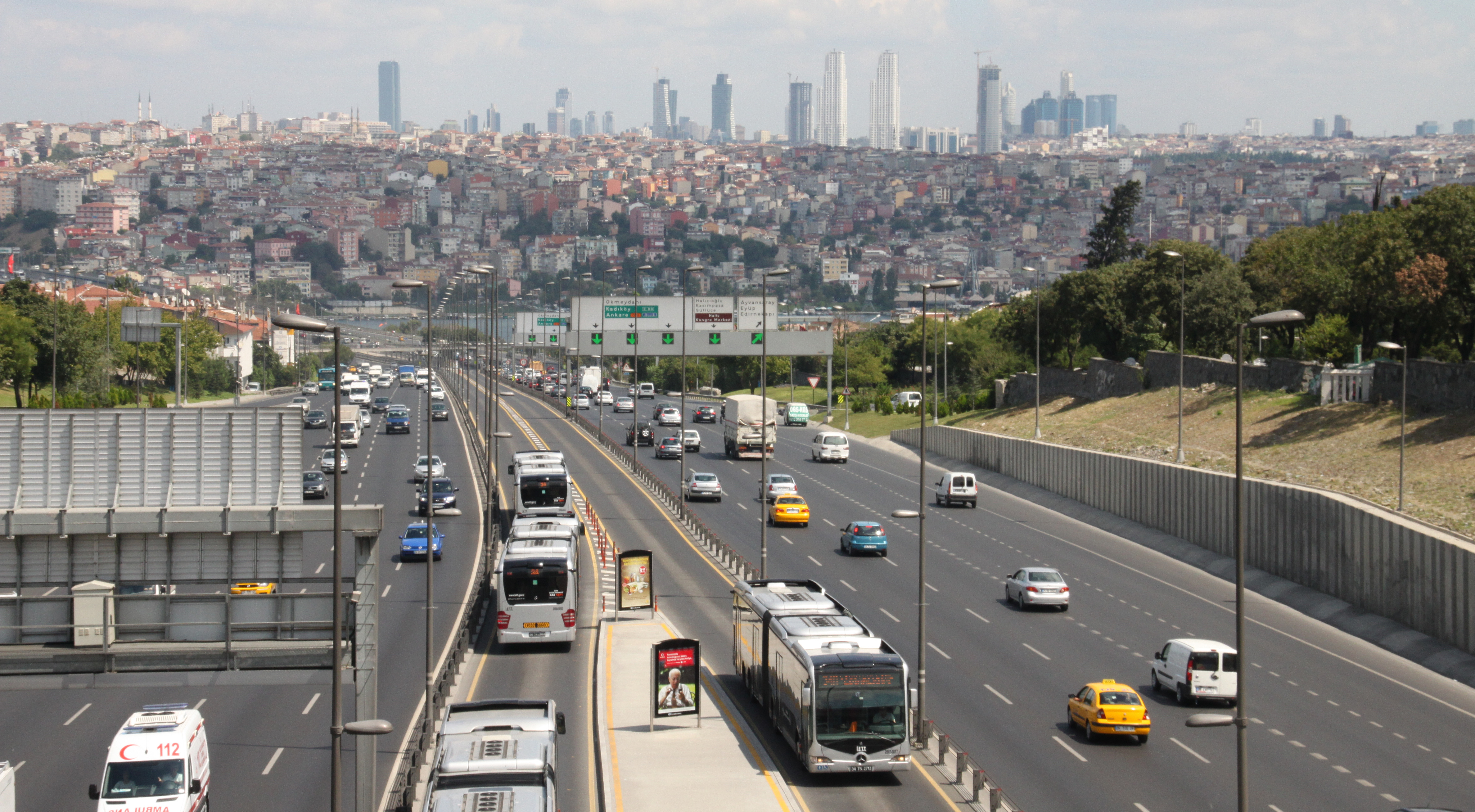
Metrobussystem in Istanbul

In der Türkei gibt es ebenfalls eine Metrobus-Strecke. Ab 2007 wurde von der Stadtverwaltung Istanbul eine halbkreisförmig um das eigentliche Stadtgebiet führende BRT-Strecke mit der Liniennummer 34 eingerichtet, auf der vom Verkehrsunternehmen İETT Großraumbusse unter dem Namen Metrobüs eingesetzt werden. Die Busse fahren in dichtem Takt auf der Kfz-Straße E-5 von Beylikdüzü nach Sögütlücesme. Die Gesamtstrecke ist 41½ km lang und beinhaltet 34 Haltestellen. Das Besondere an Teilen dieser Strecke ist, dass diese Busse eine eigene Trasse zwischen den Kfz-Fahrspuren beider Richtungen – zumeist im Linksverkehr – nutzen. Die Investitionen beliefen sich auf 366 Millionen US-Dollar für die Strecke und 200 Mio. US-Dollar für die ca. 300 Fahrzeuge. Auf der Strecke werden werktags 800.000 Personen befördert. Weitere Strecken sind in Planung.